# Taseralik
Taseralik est un centre culturel situé à Sisimiut. Il s'agit du deuxième centre culturel de ce type au Groenland, avec celui de Katuaq, à Nuuk. Il est utilisé pour des concerts, des pièces de théâtre, des expositions, des conférences, et en tant que cinéma. Il comporte une salle de 258 places.